# Niedersächsisches Wattenmeer und angrenzendes Küstenmeer
Niedersächsisches Wattenmeer und angrenzendes Küstenmeer este o arie protejată (arie de protecție specială avifaunistică — SPA) din Germania întinsă pe o suprafață de 354.882 ha, integral pe uscat.

## Localizare
Centrul sitului Niedersächsisches Wattenmeer und angrenzendes Küstenmeer este situat la coordonatele 53°35′06″N 6°54′30″E / 53.585°N 6.9083°E.

## Înființare
Situl Niedersächsisches Wattenmeer und angrenzendes Küstenmeer a fost declarat arie de protecție specială avifaunistică în iunie 2001 pentru a proteja 90 de specii de animale.

## Biodiversitate
Situată în ecoregiunea atlantică, aria protejată nu include niciun habitat protejat.
La baza desemnării sitului se află mai multe specii protejate de  păsări (90): lăcar-de-rogoz (Acrocephalus schoenobaenus), lăcar-de-lac (Acrocephalus scirpaceus), ciocârlie-de-câmp (Alauda arvensis), alca (Alca torda), rață sulițar (Anas acuta), rață lingurar (Anas clypeata), rață mică (Anas crecca crecca), rață fluierătoare (Anas penelope), Anas platyrhynchos platyrhynchos, rață cârâitoare (Anas querquedula), Anas strepera strepera, Anser albifrons albifrons, gâscă cenușie (Anser anser), gâscă cu cioc scurt (Anser brachyrhynchus), gâscă de semănătură (Anser fabalis), fâsă de stâncă (Anthus petrosus), Ardea cinerea cinerea, pietruș (Arenaria interpres), ciuf de câmp (Asio flammeus), rață-cu-cap-castaniu (Aythya ferina), rața moțată (Aythya fuligula), buhai de baltă (Botaurus stellaris stellaris), Branta bernicla bernicla, gâsca canadiană (Branta canadensis), Branta leucopsis, Bucephala clangula, Calidris alba, fugaci de țărm (Calidris alpina), Calidris canutus, fugaci roșcat (Calidris ferruginea), Calidris maritima maritima, Carduelis flavirostris, Charadrius alexandrinus alexandrinus, Charadrius dubius curonicus, prundaș gulerat mare (Charadrius hiaticula), chirighiță neagră (Chlidonias niger), erete de stuf (Circus aeruginosus), erete vânăt (Circus cyaneus), cristeiul de câmp (Crex crex), Cygnus columbianus bewickii, lebădă de iarnă (Cygnus cygnus), lebădă de vară (Cygnus olor), Eremophila alpestris, Falco peregrinus peregrinus, becațină comună (Gallinago gallinago), Gavia arctica arctica, cufundar mic (Gavia stellata), scoicar (Haematopus ostralegus), sfrâncioc roșiatic (Lanius collurio), Larus argentatus, pescăruș sur (Larus canus), Larus fuscus intermedius, Larus marinus, pescăruș-cu-cap-negru (Larus melanocephalus), pescăruș mic (Larus minutus), pescăruș râzător (Larus ridibundus), sitar de mal nordic (Limosa lapponica), Limosa limosa limosa, privighetoare (Luscinia megarhynchos), Melanitta fusca fusca, ferestraș mic (Mergus albellus), Mergus serrator, codobatura galbenă (Motacilla flava), Numenius arquata arquata, Numenius phaeopus, pietrar sur (Oenanthe oenanthe), Phalacrocorax carbo sinensis, bătăuș (Philomachus pugnax), Platalea leucorodia leucorodia, Plectrophenax nivalis, ploier auriu (Pluvialis apricaria), ploier argintiu (Pluvialis squatarola), Podiceps cristatus cristatus, Podiceps grisegena grisegena, Podiceps nigricollis nigricollis, ciocântors (Recurvirostra avosetta), Rissa tridactyla, mărăcinar negru (Saxicola torquatus), eider (Somateria mollissima), chiră mică (Sterna albifrons), chiră de baltă (Sterna hirundo), Sterna paradisaea, chiră de mare (Sterna sandvicensis), Tachybaptus ruficollis ruficollis, călifar alb (Tadorna tadorna), fluierar negru (Tringa erythropus), fluierar cu picioare verzi (Tringa nebularia), fluierarul cu picioare roșii (Tringa totanus), Uria aalge aalge, nagâț (Vanellus vanellus).